# 狄龍峰
狄龍峰（英語：Dillon Peak），是南極洲的山峰，位於帕爾默地，處於海恩斯冰川終點北岸，屬於達納山脈的一部分，美國地質調查局根據測量和美國海軍拍攝的空中照片繪入地圖，現時由南極條約體系管理。